# La Motte-Servolex
La Motte-Servolex is een gemeente in het Franse departement Savoie (regio Auvergne-Rhône-Alpes). De plaats maakt deel uit van het arrondissement Chambéry. La Motte-Servolex telde op 1 januari 2022 12.167 inwoners.

## Geschiedenis
De plaats is ontstaan uit de parochies van La Motte (vanaf 1716 La Motte-Montfort) en van Servolex. In de twaalfde eeuw werd in La Motte een augustijner priorij gesticht vanuit Belley. In de achttiende eeuw werd de slecht bestuurde priorij Saint-Jean-Baptiste afgeschaft. Na de Franse Revolutie werden de twee parochies samengevoegd om de gemeente La Motte-Montfort-Servolex te vormen. In 1806 kreeg de gemeente de naam La Motte-Servolex. La Motte-Servolex werd in 1860 hoofdplaats van een kanton.

## Geografie
De oppervlakte van La Motte-Servolex bedroeg op 1 januari 2022 29,85 vierkante kilometer; de bevolkingsdichtheid was toen 407,6 inwoners per km².
De Leysse stroomt door de gemeente. Het hoogste punt van de gemeente bevindt zich op 1440 meter in de Chaîne de l'Épine. Naast het centrum telt de gemeente veertien gehuchten waaronder Le Tremblay, Villard-Péron, Villard-Marin, Les Granges, Montarlet, Montaugier, Barby, Barbizet en Le Noiray.
De onderstaande kaart toont de ligging van La Motte-Servolex met de belangrijkste infrastructuur en aangrenzende gemeenten.

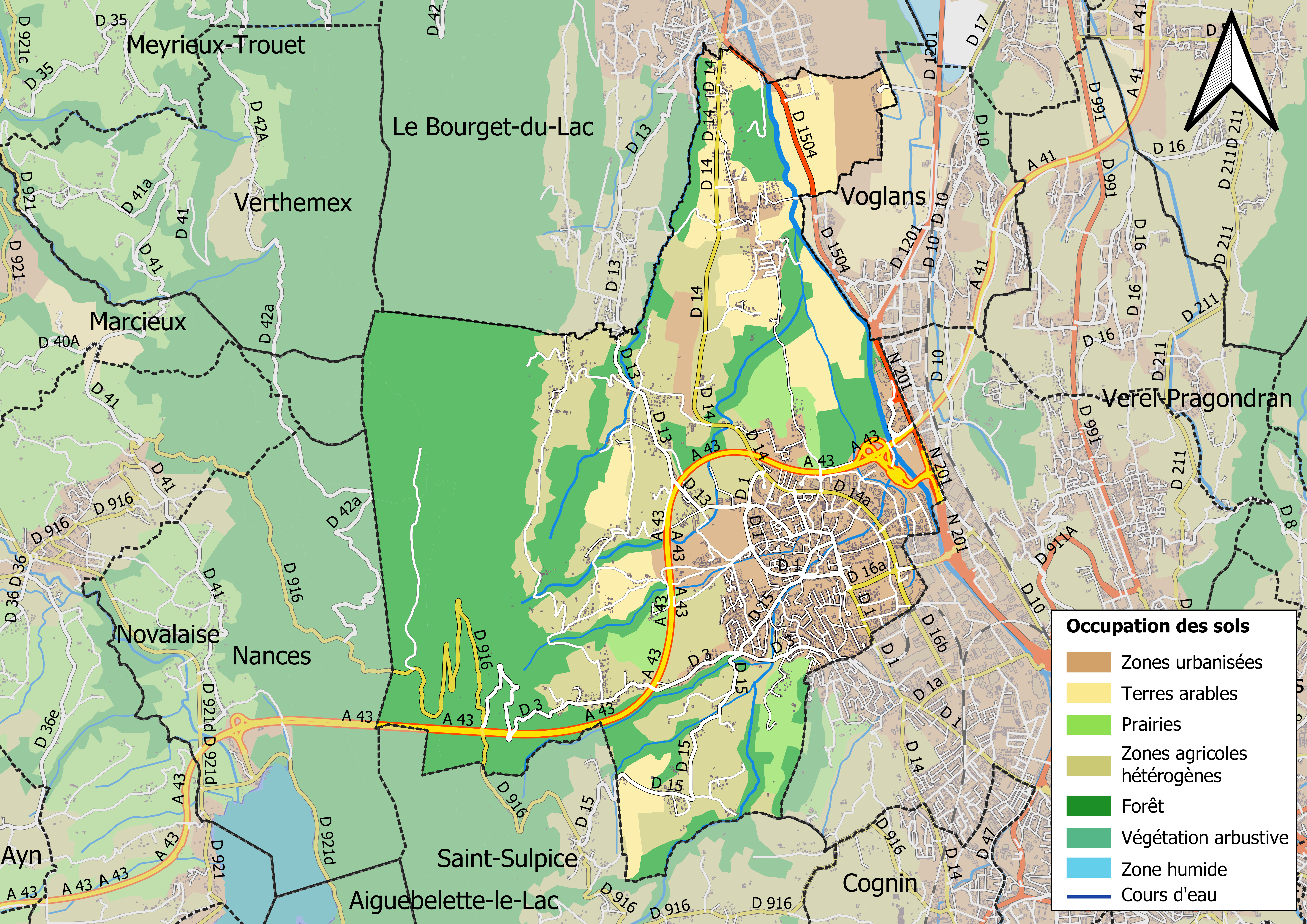

## Demografie
Onderstaande figuur toont het verloop van het inwonertal (bron: INSEE-tellingen).

## Bezienwaardigheden
De kerk Saint-Jean-Baptiste is de voormalige kerk van de augustijner priorij. De kerk is middeleeuws maar de toren is negentiende-eeuws. De kerk werd in 1984 beschermd als historisch monument. De gebouwen van de priorij werden in 1925 afgebroken en in de plaats kwam de Villa Joséphine. In de gemeente bevinden zich verschillende kastelen en versterkte woningen, waaronder het Château Reinach.

## Economie
De brouwerijsite van de Brasserie du Mont-Blanc bevindt zich in de gemeente.

## Geboren
- Rémy Rochas (18 mei 1996), wielrenner